# Galenomys garleppi
Galenomys garleppi је врста глодара из породице хрчкова (Cricetidae).

## Распрострањење
Ареал врсте је ограничен на мањи број држава. Врста је присутна у Перуу, Боливији и (непотврђено) Чилеу.

## Угроженост
Подаци о распрострањености ове врсте су недовољни.